# Acanthocephalus lucii
Acanthocephalus lucii é uma espécie de acantocéfalo pertencente à família Echinorhynchidae.
A autoridade da espécie é Müller, tendo sido descrita em 1776.
Trata-se de uma espécie presente em território português, incluindo a sua zona económica exclusiva.